# Assassinat de Robert F. Kennedy
Vous lisez un « bon article » labellisé en 2009.
Pour les articles homonymes, voir Assassinat de Kennedy.
Ne doit pas être confondu avec Assassinat de John F. Kennedy.
L’assassinat de Robert F. Kennedy, sénateur américain de l'État de New York, eut lieu peu après minuit, le 5 juin 1968 à Los Angeles, en Californie, aux États-Unis.
Robert Francis Kennedy, ancien procureur général des États-Unis et frère de John Fitzgerald Kennedy, 35e président des États-Unis assassiné en 1963, fut abattu à l'issue d'une réception organisée à l'hôtel Ambassador pour célébrer sa victoire à la primaire démocrate à la présidence des États-Unis dans l'État de Californie en vue de l'élection présidentielle de 1968. Mortellement blessé, il meurt le lendemain 6 juin au Good Samaritan Hospital. Sirhan Sirhan, d'origine transjordanienne, alors âgé de vingt-quatre ans, fut jugé coupable et incarcéré pour ce crime. Il est toujours sous les verrous. L'assassinat proprement dit fit l'objet d'un enregistrement audio par un journaliste et la scène fut photographiée dans les minutes suivantes. Les clichés de l'étudiant Scott Enyart furent retrouvés aux archives de l'État de Californie, en 1996 et volés lors de leur transfert depuis Sacramento.
Le corps de Kennedy reposa deux jours dans la cathédrale Saint-Patrick de New York avant son enterrement, le 8 juin, près de son frère John au cimetière national d'Arlington. Sa mort incita à faire protéger les candidats à l'élection présidentielle américaine par l'United States Secret Service. Hubert Humphrey remporta finalement la nomination démocrate pour la présidence mais perdit l'élection face au républicain Richard Nixon.
Comme pour l'assassinat de son frère, celui de Robert Kennedy et ses circonstances ont donné naissance à des controverses, en particulier en ce qui concerne l'existence d'un second tireur.

## Contexte
Robert Francis Kennedy fut procureur général des États-Unis de janvier 1961 au 3 septembre 1964, date à laquelle il démissionna pour participer à l'élection au Sénat des États-Unis. Il prit ses fonctions de sénateur de New York le 3 janvier 1965.

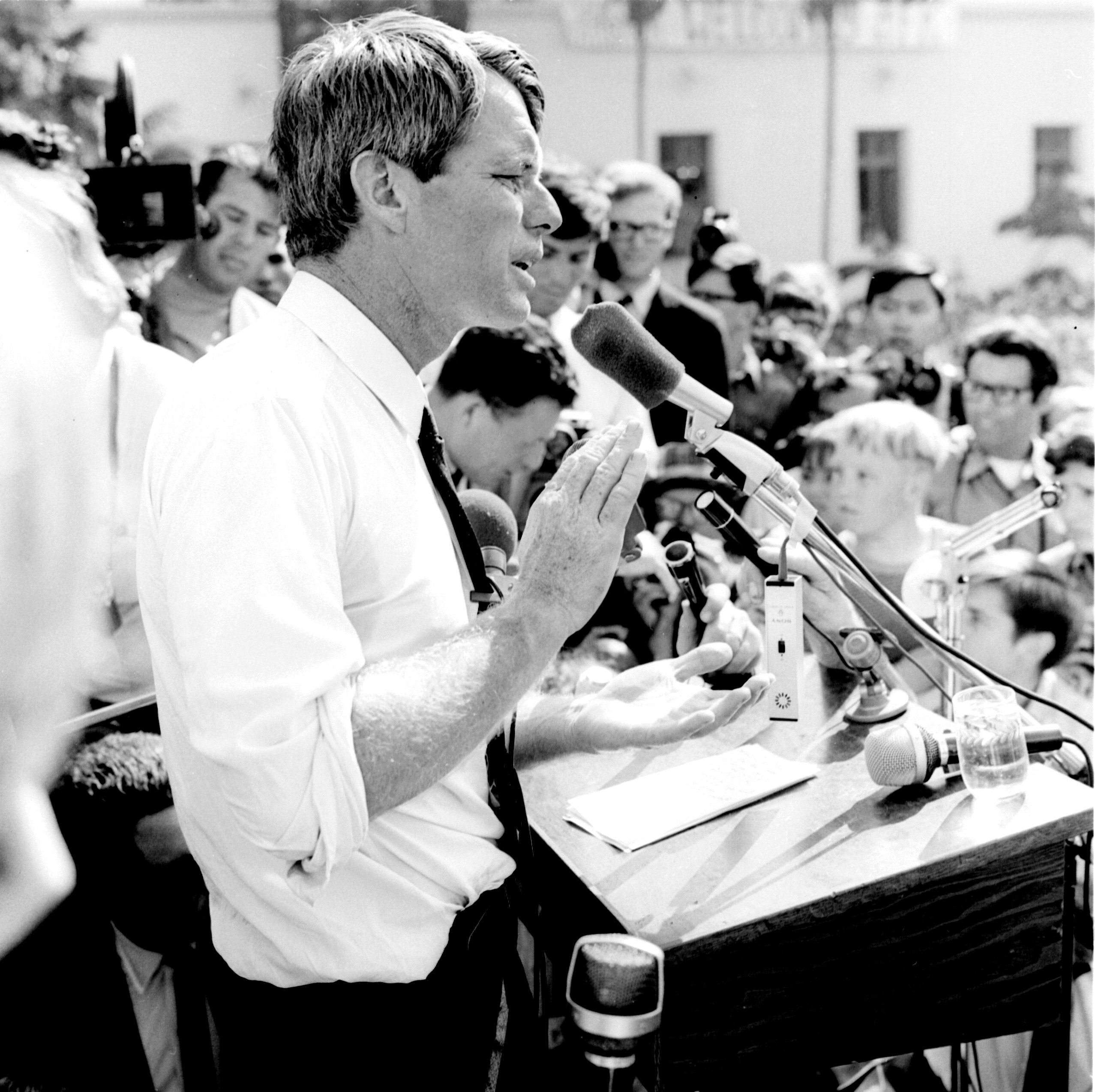
Robert Kennedy en campagne à Los Angeles en 1968.

L'approche de l'élection présidentielle américaine de 1968 vit le président sortant démocrate, Lyndon Johnson, faire face à une période de troubles sociaux. Il y eut des émeutes dans les grandes villes — malgré la tentative de Johnson d'introduire des législations anti-pauvreté et anti-discrimination — et une opposition importante à l'action militaire en cours au Viêt Nam,. L'assassinat de Martin Luther King en avril 1968 conduisit à de nouvelles émeutes dans près de cent villes. Robert F. Kennedy décida alors de se présenter aux primaires du Parti démocrate le 16 mars 1968, afin de devenir le candidat à la présidence des États-Unis — quatre jours après que le sénateur Eugene McCarthy eut obtenu un appréciable pourcentage de votes dans le New Hampshire contre le président en exercice (49 % pour Johnson contre 42 % pour McCarthy). Deux semaines plus tard, Johnson annonça qu'il n'avait plus l'ambition de se faire réélire. Un mois plus tard, le vice-président sortant Hubert Humphrey annonça qu'il visait la présidence. Bien qu'Humphrey n'ait participé à aucune des primaires, il bénéficia du soutien de nombreux délégués du Parti démocrate. À la suite de la primaire de Californie, Kennedy était en deuxième place avec 393 délégués face aux 561 délégués de Humphrey.

## Faits

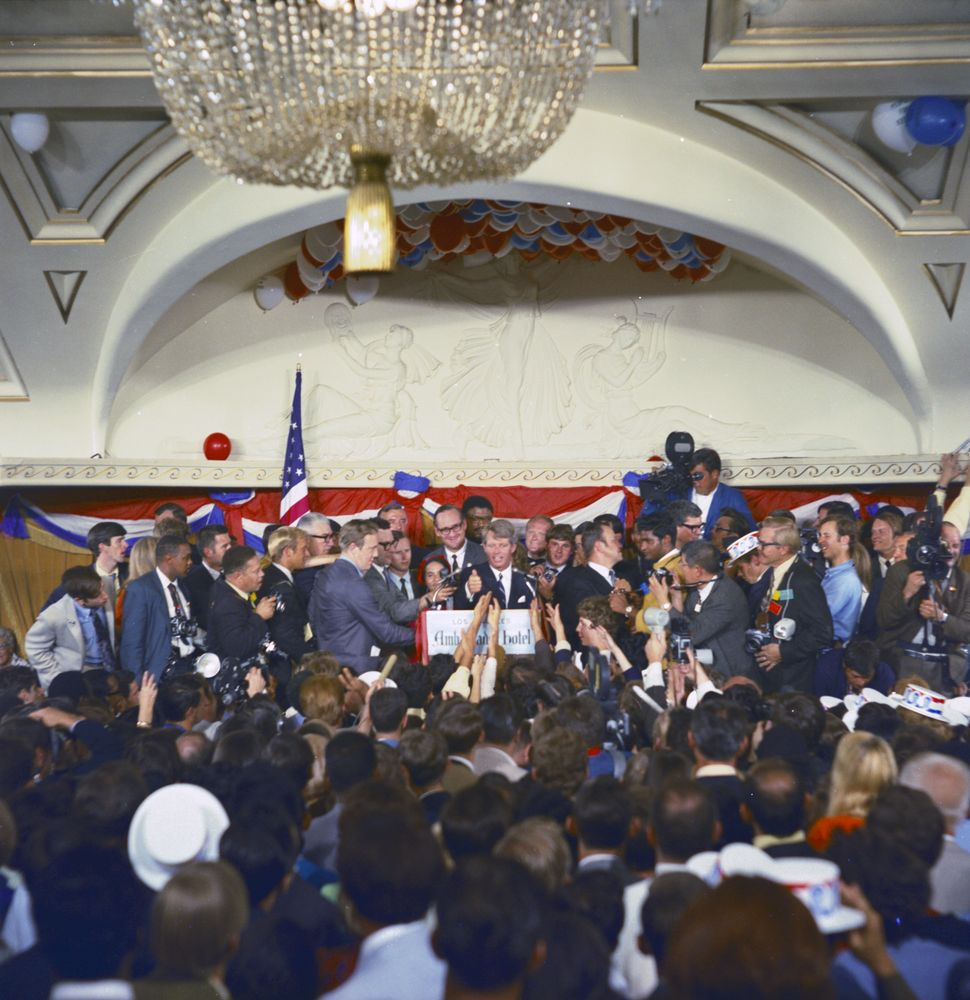
Kennedy s'adressant à ses partisans dans la salle de bal Embassy de l'hôtel Ambassador après sa victoire aux primaires démocrates de Californie, quelques minutes avant son assassinat.

Quatre heures après la fin des votes en Californie, Kennedy revendiqua la victoire pour les primaires du Parti démocrate de l'État. À environ 0 h 15 (UTC-8), il s'adressa à ses partisans de campagne à l'hôtel Ambassador, dans le district du Mid-Wilshire, à Los Angeles, en présence notamment de son épouse Ethel, et de son beau-frère et directeur de campagne Stephen Edward Smith, mari de sa sœur Jean. À cette époque, les candidats à la présidentielle ne bénéficiaient pas de la protection du Secret Service, qui était réservée au seul président en exercice. La sécurité de Kennedy n'était assurée que par l'ancien agent du FBI William Barry et par deux gardes du corps personnels, anciens athlètes professionnels. Au cours de la campagne, Kennedy était très proche du public et les gens tentaient souvent de le toucher.
Kennedy avait prévu de marcher à travers la salle de bal lorsqu'il aurait fini son discours, vers un autre regroupement de partisans ailleurs dans l'hôtel. Cependant, les journalistes voulaient une conférence de presse. L'assistant de campagne Fred Dutton décida que Kennedy renoncerait au second regroupement pour passer par la cuisine et l'office derrière la salle de bal, vers la salle de presse. Kennedy avait fini de parler et commençait à sortir lorsque William Barry l'arrêta et lui dit : « Non, ça a été changé. Nous allons par là. » (« No, it's been changed. We're going this way. »). Barry et Dutton commencèrent à ouvrir un passage à Kennedy vers la gauche, en passant par les portes battantes, mais Kennedy, encerclé par la foule, suivit le maître d'hôtel Karl Uecker vers une autre sortie).
Uecker conduisit Kennedy à travers la cuisine, tenant Kennedy par le poignet droit mais le relâchant souvent, étant donné que Kennedy serrait la main de ceux qu'il rencontrait. Uecker et Kennedy s'engagèrent dans un passage rétréci par une machine à glace contre la paroi de droite et par une table à vapeur à gauche. Kennedy s'était tourné sur sa gauche et serrait la main au garçon de table Juan Romero lorsque Sirhan Sirhan arriva et tira à maintes reprises sur Robert Kennedy avec ce qui serait plus tard identifié comme un révolver Iver Johnson Cadet de calibre .22).
Kennedy tomba au sol et l'agent de sécurité Bill Barry frappa Sirhan deux fois au visage tandis que d'autres, dont Uecker, Edward Minasian, l'écrivain George Plimpton, le médaillé d'or olympique Rafer Johnson et le joueur professionnel de football américain Rosey Grier, immobilisaient Sirhan contre la table à vapeur et le désarmaient. Sirhan reprit son revolver, mais il avait déjà tiré toutes les balles. Barry s'approcha de Kennedy et lui jeta sa veste sur la tête, affirmant plus tard : « J'ai su immédiatement que c'était un petit calibre, et j'espérais que Kennedy n'était pas en si mauvais état, mais ensuite j'ai vu le trou dans la tête du sénateur, et j'ai su. »). Les journalistes et les photographes se précipitèrent vers la zone, ce qui contribua au chaos. Voyant que Kennedy était allongé et blessé, Juan Romero suréleva sa tête et plaça des perles de chapelet dans sa main. Kennedy demanda à Romero : « Tout le monde est hors de danger ? » et Romero répondit : « Oui, oui, tout va bien se passer. ». Saisi par le photographe de Life, Bill Eppridge, et Boris Yaro du Los Angeles Times, ce moment est devenu l'image emblématique de l'assassinat,.
Ethel Kennedy, la femme de Robert Kennedy, alors enceinte de leur onzième enfant, était hors de la bousculade autour de la scène et cherchait de l'aide. Elle fut rapidement conduite à son mari et s'agenouilla à ses côtés. Il tourna la tête et sembla la reconnaître. Après plusieurs minutes, l'assistance médicale arriva et mit Kennedy sur une civière, ce dernier s'exclamant « Non, non ». Il perdit connaissance peu de temps après, et fut transporté au proche Central Receiving Hospital, où il passa tout près de la mort. Un médecin lui gifla le visage en l'appelant « Bob, Bob », tandis qu'un autre lui faisait un massage cardiaque. Lorsqu'il eut retrouvé un bon rythme cardiaque, le médecin remit un stéthoscope à Ethel Kennedy pour qu'elle puisse entendre le cœur battant de son mari. Après environ 30 minutes, Kennedy fut transféré à plusieurs pâtés de maisons de là, à l'Hospital of the Good Samaritan. L'intervention chirurgicale débuta à 3 h 12 du matin (UTC-8) et dura trois heures et 40 minutes. Dix heures et demie plus tard, le mercredi à 17 h 30 (UTC-8), le porte-parole de Kennedy, Frank Mankiewicz, annonça que les médecins étaient « préoccupés par son état », celui-ci demeurant « extrêmement critique ».
Kennedy avait été blessé trois fois. Une balle, tirée à une distance d'environ 2 à 3 cm, était entrée derrière son oreille droite, dispersant des fragments d'os dans son cerveau. Deux autres étaient entrées à l'arrière de son aisselle droite, l'une ressortant de la poitrine et l'autre s'arrêtant derrière le cou. En dépit de la neurochirurgie pratiquée au Good Samaritan Hospital afin d'enlever les balles et les fragments d'os de son cerveau, Kennedy expira à 1 h 44 du matin (UTC-8), près de 26 heures après l'attentat. Cinq autres personnes avaient également été blessées : William Weisel d'ABC News, Paul Schrade du syndicat United Auto Workers, la militante du Parti démocrate Elizabeth Evans, Ira Goldstein du Continental News Service et un bénévole de la campagne de Kennedy, Irwin Stroll. Bien qu'elle n'ait pas été blessée physiquement, la chanteuse Rosemary Clooney, une sympathisante active de Kennedy, était présente dans la salle de bal pendant que le drame se déroulait dans la cuisine, et souffrit d'une dépression nerveuse peu après.

## Procès de Sirhan Sirhan

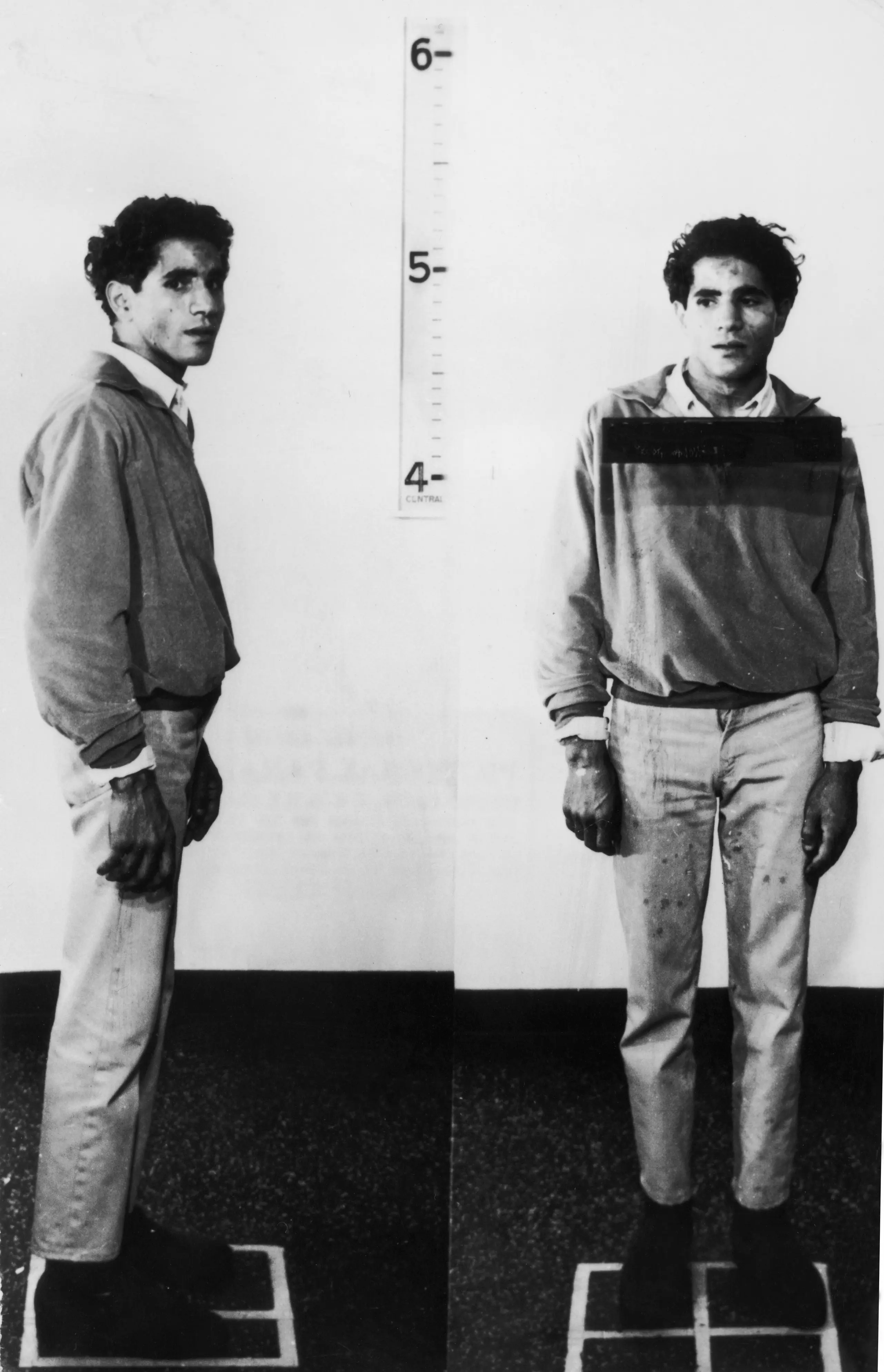
Photographie d'identité judiciaire de Sirhan Sirhan après son arrestation.

Sirhan Sirhan était fortement antisioniste,. L'hypothèse a été émise que la date de l'assassinat avait une signification, car c'était le premier anniversaire du premier jour de la guerre des Six Jours entre Israël et ses voisins arabes. Lorsque Sirhan fut arrêté par la police, on trouva dans sa poche un article de journal à propos du soutien de Kennedy à Israël, et à son procès, Sirhan affirma que sa haine envers Kennedy avait commencé après qu'il eut appris ce soutien,. Cette interprétation des motivations de Sirhan a cependant été critiquée : ce serait une simplification excessive, qui ne prendrait pas en compte les problèmes psychologiques de Sirhan. Le journal intime trouvé lors de la fouille de la maison de Sirhan déclarait « Ma détermination à éliminer RFK devient de plus en plus une obsession inébranlable. RFK doit mourir. RFK doit être tué. Robert F. Kennedy doit être assassiné… Robert F. Kennedy doit être assassiné avant le 5 juin 1968 ».
Durant son procès, ses avocats mirent en avant une possible responsabilité atténuée de Sirhan, tandis que leur client plaidait coupable. Sirhan affirma que son crime était prémédité depuis 20 ans, bien qu'il ait ensuite prétendu n'en avoir aucun souvenir. Le juge n'accepta pas cette confession, et elle fut retirée par la suite,.
Sirhan fut reconnu coupable le 17 avril 1969, et condamné à mort six jours plus tard. La peine fut ensuite atténuée et finalement commuée en prison à perpétuité en 1972 après le procès du peuple de l'État de Californie contre Robert Page Anderson, mettant en suspens toutes les condamnations à mort prononcées en Californie avant 1972. En 2006, la liberté conditionnelle lui a été refusée pour la treizième fois et il est incarcéré à la prison d'État de Corcoran, en Californie.

## Couverture des médias
Lorsque les coups de feu se produisirent, ABC News était en train de conclure son programme de soirée électorale, et celui de CBS était déjà terminé. Ce n'est que 21 minutes après les coups de feu que les reportages de CBS sur le sujet commencèrent. Les journalistes qui étaient sur place pour rendre compte de la victoire de Kennedy aux primaires finirent par encombrer la cuisine où le sénateur avait été agressé. Les premières informations furent enregistrées en audio et sans les caméras, qui n'avaient alors pas de capacité de transmission en direct. ABC ne put montrer que peu d'images en direct de la cuisine après le transport de Kennedy, mais contrairement à CBS et NBC, l'ensemble des vidéos tournées à l'Ambassador Hotel étaient en noir et blanc. CBS et NBC prirent des images en couleur dans la cuisine, mais celles-ci ne purent être diffusées avant d'être développées, soit deux heures après les tirs.
Le journaliste Andrew West de KRKD, une radio affiliée au Mutual Broadcasting System à Los Angeles, avait enregistré sur bande sonore des sons de la suite des coups de feu, mais non les tirs eux-mêmes. Utilisant un magnétophone à bobines et un microphone, West a également fourni un compte rendu sur place de la lutte de Sirhan dans la cuisine de l'hôtel, criant à Rafer Johnson : « Get the gun, Rafer, get the gun! » (« Prends le revolver, Rafer, prends le revolver ! »). Au cours de la semaine suivante, NBC consacra 55 heures à l'évènement, ABC 43 et CBS 42.

## Controverses
Comme pour l'assassinat de John F. Kennedy, le frère de Robert Francis Kennedy, en 1963, la mort du sénateur a fait l'objet de nombreuses analyses. Certaines personnes impliquées dans l'enquête initiale et certains enquêteurs ont proposé des scénarios alternatifs pour le crime ou ont fait valoir que la version « officielle » présenterait de sérieux défauts.

### Implication de la CIA
En novembre 2006, l'émission de la BBC Newsnight présenta les recherches du cinéaste Shane O'Sullivan, faisant état de la présence de plusieurs agents de la CIA le soir de l'assassinat. Trois hommes figurant sur des vidéos et des photographies avaient été identifiés par d'anciens collègues et associés comme d'ex-officiers de la CIA qui travaillaient ensemble en 1963 à JMWAVE, la principale base anti-castriste de la CIA, située à Miami. Il s'agissait de David Morales, Gordon Campbell et George Joannides.
L'émission montrait notamment une interview où l'ancien avocat de Morales, Robert Walton, affirmait : « J'étais à Dallas quand nous avons eu le fils de pute et j'étais à Los Angeles quand nous avons eu le petit bâtard »,. O'Sullivan précisa que la CIA s'était refusée à tout commentaire sur les agents en question. L'émission expliquait également que Morales était connu pour sa haine profonde envers les Kennedy, due à ce qu'il considérait comme une trahison au cours du débarquement de la baie des Cochons.
Après une enquête plus poussée, O'Sullivan produisit le long documentaire RFK must die, qui jetait un doute sur les premières identifications des agents : l'homme d'abord reconnu comme Gordon Campbell pouvait être en fait Michael D. Roman, un employé désormais décédé de la société Bulova, lequel se trouvait ce soir-là à l'Ambassador Hotel pour une réunion.

### Hypothèse d'un second tireur
L'emplacement des blessures de Kennedy suggère que son agresseur se tenait derrière lui, mais certains témoins ont affirmé que Sirhan faisait face à l'ouest alors que Kennedy traversait la cuisine face à l'est. On a alors suggéré qu'un second tireur aurait en réalité tiré le coup fatal, possibilité soutenue par le médecin légiste Thomas Noguchi. D'autres témoins ont cependant déclaré qu'alors que Sirhan s'approchait, Kennedy s'est tourné vers la gauche pour serrer des mains, faisant face au nord et exposant par conséquent son côté droit. Récemment, en 2008, le témoin oculaire John Pilger a affirmé sa conviction qu'il avait dû y avoir un second tireur. Lors d'un réexamen de l'affaire en 1975, la Cour suprême des États-Unis a ordonné l'analyse par des experts de la possibilité qu'une deuxième arme ait été utilisée. Leur conclusion fut qu'il n'y avait que peu ou pas de preuves pour appuyer cette théorie.
En 2007, l'analyse d'un enregistrement audio des coups de feu par le journaliste indépendant Stanislaw Pruszynski semble indiquer, selon l'expert Philip van Praag, que treize coups de feu ont été tirés. Or l'arme de Sirhan ne pouvait tirer que huit fois. Une autre analyse indépendante menée par d'autres experts n'a relevé que huit détonations sur l'enregistrement.
Les photos prises le soir même de l'événement par l'étudiant Scott Enyart furent saisies par la police de Los Angeles, qui devait les produire au procès. Elles ne furent jamais rendues publiques. En 1988, Scott Enyart en demanda la restitution aux archives de l'État de Californie. Il fut informé de leur destruction. Finalement retrouvées en 1996, à la suite du procès qu'il dut intenter, elles furent volées lors de leur transfert depuis Sacramento. La justice américaine dédommagea Scott Enyart d'un montant de 450 000 dollars.
Nina Rhodes-Hughes, présente à l'hôtel Ambassador, a témoigné que Shiran n'avait tiré que deux fois et qu'un autre tireur, qu'elle n'avait pas vu, avait tiré « entre douze et quatorze coups de feu », convaincue « que ce sont ceux-là qui l'ont tué ».

### Doutes de Robert Kennedy Jr
En 2018 Robert Francis Kennedy Jr., troisième fils du défunt, doutant de la version officielle, veut rouvrir l’enquête :

« …les doutes sont nés il y a quelques années, et ont été nourris de ceux d'un témoin crucial : Paul Schrade, un bénévole pour la campagne de son père, qui a miraculeusement survécu après avoir reçu une balle en plein front. »

## Conséquences

### Mémorial

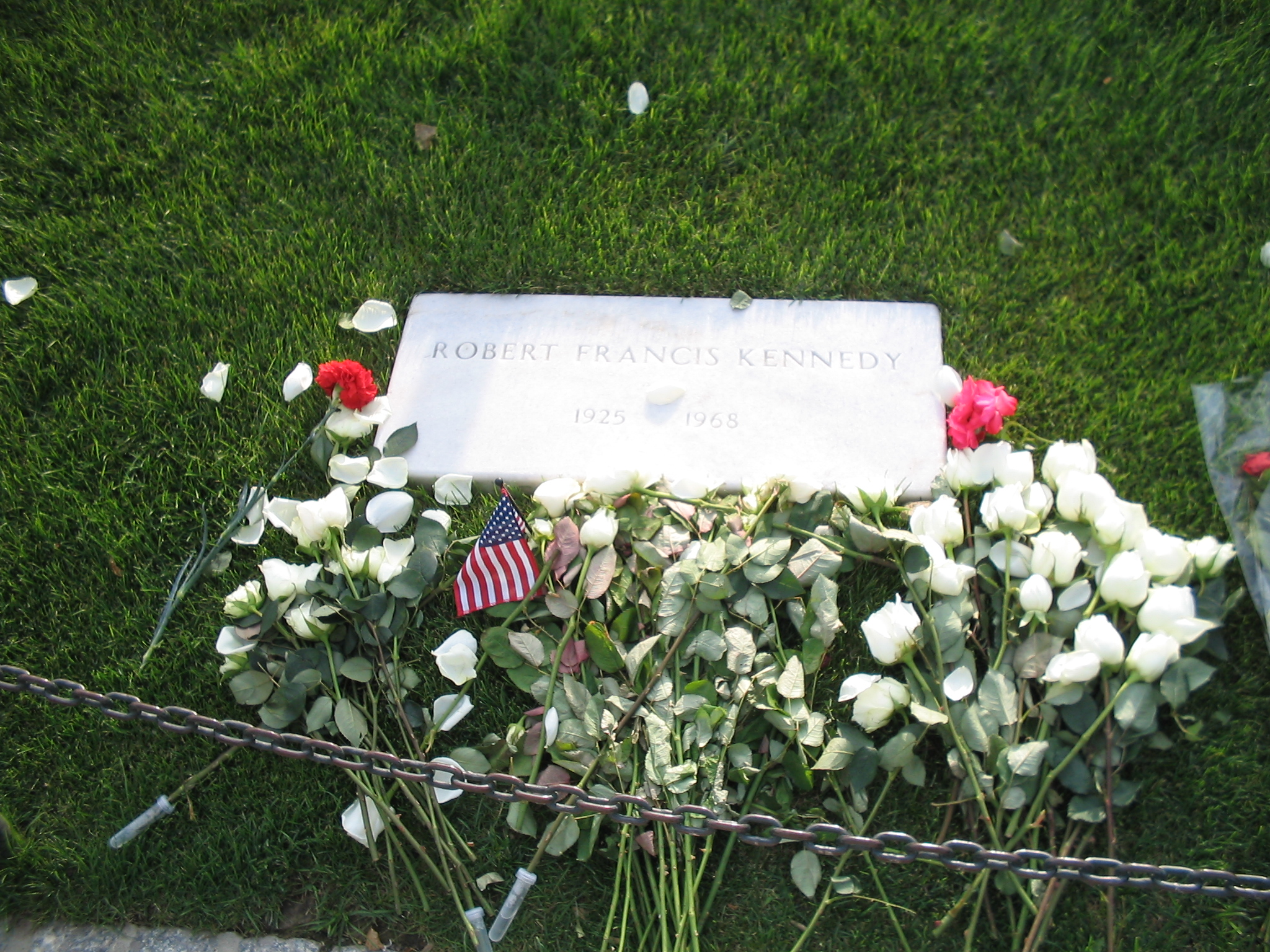
Tombe de Robert Kennedy au cimetière national d'Arlington.

Après l'autopsie du 6 juin, le corps de Kennedy fut emmené à New York et exposé en la cathédrale Saint-Patrick. Les funérailles se tinrent au matin du 8 juin. Son frère, le sénateur Edward Moore Kennedy, lui rendit hommage en disant : « Mon frère n'a nul besoin d'être idéalisé ou grandi dans la mort, au-delà de ce qu'il fut de son vivant, il faut simplement se souvenir de lui comme d'un homme bon et digne, qui vit l'injustice et tenta de la redresser, vit la souffrance et tenta de la guérir, vit la guerre et tenta d'y mettre un terme. »,. Immédiatement après la messe, le corps de Kennedy a été transporté par un train lent à Washington. Robert F. Kennedy fut enterré près de son frère John au cimetière national d'Arlington. L'enterrement a d'ailleurs été le seul à avoir eu lieu de nuit,.
Après l'assassinat, le Congrès a modifié les fonctions du Secret Service pour y inclure la protection des candidats à l'élection présidentielle. Les autres candidats ont immédiatement été protégés en vertu d'un décret émis par Lyndon Johnson, mettant la pression sur le peu de ressources du Secret Service.

### Élection de 1968
À l'époque de sa mort, Kennedy était nettement derrière Humphrey pour les primaires du Parti démocrate, mais beaucoup pensent que Kennedy aurait finalement remporté les primaires à la suite de sa victoire dans la primaire de Californie. Seuls treize états ont tenu des primaires cette année-là, ce qui signifie que la plupart des délégués à la convention démocrate pouvaient choisir un candidat en fonction de leurs préférences personnelles. L'historien Arthur Meier Schlesinger, Jr. et d'autres ont fait valoir que le charisme de Kennedy et son immense popularité auraient été suffisamment convaincants à la convention démocrate pour faire de lui le candidat du parti.
L'historien Michael Beschloss estime toutefois que Kennedy n'aurait pas remporté les primaires. Humphrey, après une Convention nationale à Chicago marquée par la violence dans les rues, était loin derrière dans les sondages d'opinion, mais avait gagné du terrain. Il a finalement été battu de très peu par le républicain Richard Nixon lors de l'élection présidentielle (42,7 % des suffrages contre 43,4 %).

## Culture populaire
L'assassinat de Robert F. Kennedy a fait l'objet de plusieurs adaptations au cinéma, dont Bobby, réalisé par Emilio Estevez et RFK Must Die de Shane O'Sullivan.
À l'époque de l'assassinat, les Rolling Stones enregistraient la chanson Sympathy for the Devil et en ont changé une partie des paroles, « who killed Kennedy » étant remplacé par « who killed the Kennedys ». Les assassinats de John et Robert Kennedy sont également évoqués dans le livre Illuminatus !.
Cet assassinat, mis en parallèle avec de nombreux autres drames qui sont arrivés à la famille Kennedy, a fait naître l'idée d'une malédiction Kennedy.